# Нова Домброва (Мазовецьке воєводство)
Нова Домброва (пол. Nowa Dąbrowa) — село в Польщі, у гміні Леонцин Новодворського повіту Мазовецького воєводства.
Населення — 41 особа (2011).
У 1975-1998 роках село належало до Варшавського воєводства.

## Демографія
Демографічна структура станом на 31 березня 2011 року:
|          | Загалом | Допрацездатний вік | Працездатний вік | Постпрацездатний вік |
| -------- | ------- | ------------------ | ---------------- | -------------------- |
| Чоловіки | 24      | 3                  | 15               | 6                    |
| Жінки    | 17      | 2                  | 6                | 9                    |
| Разом    | 41      | 5                  | 21               | 15                   |